# Magnolia nitida
Magnolia nitida är en magnoliaväxtart som beskrevs av William Wright Smith. Magnolia nitida ingår i släktet Magnolia och familjen magnoliaväxter. Inga underarter finns listade i Catalogue of Life.